# Models de Nacions Unides

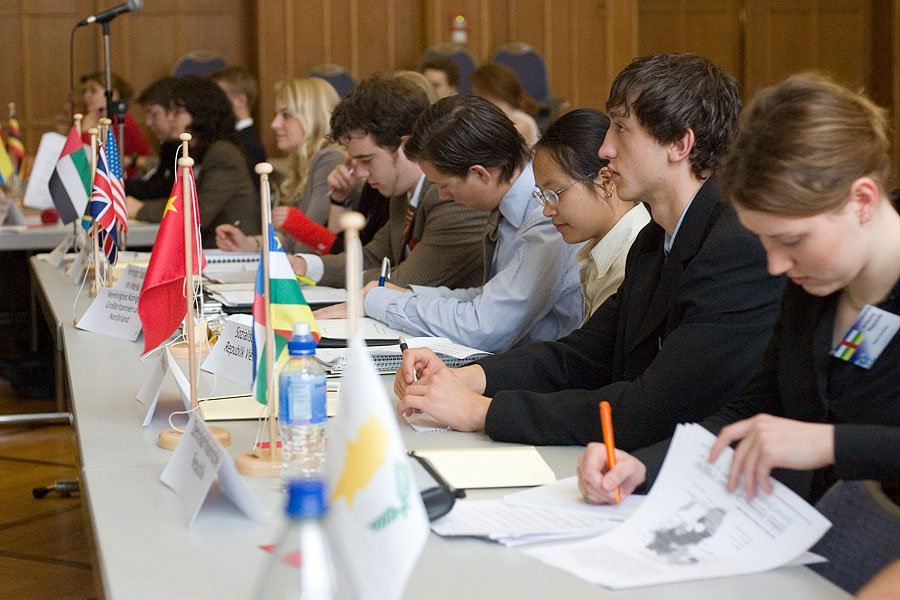
Sessió d'un model de Nacions Unides a la ciutat alemanya d'Stuttgart.

Els Models de Nacions Unides (també coneguts com a "MUN") són una simulació, per al món educatiu, de l'organisme internacional de les Nacions Unides. Té per objectiu formar en els valors del civisme, la comunicació, la globalització i les relacions internacionals. Aquesta metodologia va sorgir a la Universitat Harvard l'any 1948.
Als MUN, els estudiants participants representen el cos diplomàtic d'un altre país, investigant, debatent, consultant i arribant a solucions sobre qüestions d'afers internacionals. Durant la simulació, cada representant haurà de posar en pràctica les seves capacitats comunicatives i negociadores per tal de defensar i fer avançar els posicionaments del país representat.
La majoria de models existents són una representació del sistema de Nacions Unides, amb el Consell Econòmic i Social (ECOSOC), el Comitè d'Economia i Finances de l'Assemblea General de Nacions Unides o el Comitè Executiu de l'UNICEF. Altres conferències simulen altres organismes internacionals com la trobada de la Unió Africana, el Comitè militar de l'Organització del Tractat de l'Atlàntic Nord o la Lliga Àrab. També es realitzen simulacions d'organismes nacionals.
Encara que no totes les simulacions facin referència a les Nacions Unides, el nom de MUN és utilitzat com a genèric per definir-les. La idea-força dels Models de Nacions Unides és que "la resolució de conflictes i la diplomàcia són per ser viscudes, no només observades".